# Серп і молот

Серп і молот

Серп і молот (☭)— головна державна емблема Радянського Союзу, союзних і автономних республік. Символізувала владу трудящих, союз робітників і селян.
Це зображення було на державному гербі СРСР, державному прапорі СРСР, а також на державних гербах і прапорах союзних та автономних республік СРСР.

## Історія
Серп і молот — емблема союзу робітників і селян. Активно використовувалась різними військово-політичними групами у період революції та громадянської війни на території колишньої Російської імперії у 1917—1921 роках. Зокрема, одне з видавництв Української Центральної Ради в 1917—1918рр. називалося «Серп і молот».
Серп і молот — радянська державна емблема, або так званий Малий герб СРСР, що застосовувався до середини 30-х років, в період дії конституцій 1918 і 1924 роки. Використовувався на державному друці і у державному гербі для внутрішньосоюзного користування, а також як гриф на ділових паперах державного значення або приналежності.
Серп і молот зображаються з 1923 року неодмінно схрещеними (у 1918—1924рр. зустрічалося і роздільне, симетричне зображення серпа і молота). Колір емблеми допускався лише золотий. Серп зображався завжди накладеним на молот (за винятком тих випадків, коли традиційно використовується стилізована емблема, що є контуром серпа і молота). Це означає, що молот передує як геральдичний знак серпу, і старше за нього за значенням у гербі. Але читається вся емблема в тому порядку, як її бачить глядач: спочатку називається серп, а потім молот.
Емблема «серп і молот» була встановлена урядовим рішенням наприкінці березня — початку квітня 1918 року і затверджена V з'їздом Рад 10 липня 1918. Вперше змальована на державному друці Раднаркому РРФСР 26 липня 1918 р.
Історично, символи молота і серпа ще з давніх часів зустрічалися у різних народів і використовувалися, природно, не лише як політична символіка.

## Сучасне використання

### Прапори і герби

Герб ПМР
Прапор ПМР
Герб Австрії
Прапор Брянської області (Росія)
Прапор Владимирської області (Росія)
Прапор Орла (Росія)

## Юнікод
Символ серпа і молота в юнікоді U+262D. (☭) Він був доданий до Unicode 1.1 у 1993 році.